# Свети Никола (Свети Никола)
Вижте пояснителната страница за други значения на Свети Никола.
„Свети Никола“ (на македонска литературна норма: „Свети Никола“) е православна църква в градчето Свети Никола, източната част на Република Македония.
Част е от Брегалнишката епархия на Македонската православна църква – Охридска архиепископия. Църквата е изградена от 25. 10. 1983 до 1990 година над старата църква „Свети Никола“, която е дала името на селището. Осветена е на 14. 10. 1990 година от митрополит Стефан Брегалнишки. Иконите на иконостаса и живописта в олтарния дял са дело на зографа Драган Ристески от Охрид.
Иконата на Свети Георги Янински, датирана 8 април 1852 г., е дело на майстор Петрос Георгиадис от Янинска епархия. Надписът на иконата гласи: „Ἀφιέρωμα τοὔ κυριου Χριστοδουλου Κωνσταντινοπουλου ἀπό χωριον Ἄνω Στουδένα Ζαγορίου τὤν Ἰωννίνων ό Ζωγράφος Πετρος Γεωργιάδης προτοψάλτης τἤς Μητροπόλεως Ίωαννίνων: 1852 Απριλίου. 8.“